# Вања Маринковић
Вања Маринковић (Београд, 9. јануар 1997) српски је кошаркаш. Игра на позицији бека, а тренутно наступа за Партизан.

## Каријера

### Клупска
Бављење кошарком започео је у КК Врачар, а наставио у КК Колеџ. У млађе категорије Партизана прешао је 2010. године, а већ у сезони 2013/14. је током Купа Радивоја Кораћа 2014. одиграо своје прве минуте у првом тиму Партизана. У тој сезони је освојио титулу шампиона Србије. Од сезоне 2014/15, тренер Душко Вујошевић га у потпуности прикључује првом тиму у којем је играо све до краја сезоне 2018/19.
Пред почетак сезоне 2015/16, Маринковић је са 17 година и 9 месеци постао најмлађи капитен у историји КК Партизан. Ту функцију, Вања је обављао до краја сезоне, да би је по повратку Новице Величковића у редове црно-белих, улогу капитена препустио искуснијем саиграчу. Маринковић је са црно-белима два пута узастопно освојио Куп Радивоја Кораћа, 2018. и 2019. године. У својој последњој сезони, Вања је био први стрелац тима у Еврокупу.
На НБА драфту 2019. године је одабран као 60. пик од стране Сакраменто кингса. У јулу 2019. је напустио Партизан и прешао у шпанску Валенсију. Две сезоне је наступао за Валенсију а затим је прешао у Басконију. Напустио је Басконију након три године.
17. јуна 2024. се вратио у Партизан и поново постао капитен црно-белих.

### Репрезентивна
Са млађим селекцијама репрезентације Србије освојио је три медаље. У кадетској конкуренцији дошао је до сребра на Европском првенству 2013. и бронзе на Светском првенству 2014, док је са јуниорима узео сребро на Европском првенству 2014. године.
За сениорску репрезентацију Србије је дебитовао у квалификацијама за Светско првенство 2019. у Кини.
Са репрезентацијом Србије је освојио сребрну медаљу на Светском првенству 2023. које је играно у Индонезији, Јапану и на Филипинима.
Освојио је и бронзану медаљу на Олимијским играма 2024. у Паризу.

## Успеси

### Клупски
- Партизан:
  - Првенство Србије (2): 2013/14, 2024/25.
  - Куп Радивоја Кораћа (2): 2018, 2019.
  - Јадранска лига (1): 2024/25.

### Репрезентативни
- Светско првенство:  2023.
- Летње олимпијске игре:  2024.
- Европско првенство до 16 година:  2013.
- Светско првенство до 17 година:  2014.
- Европско првенство до 18 година:  2014.